# Vega Central

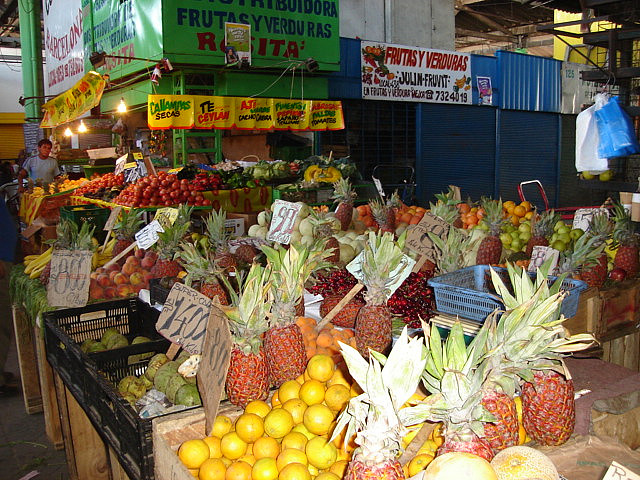
Étalage de fruits à la Vega.

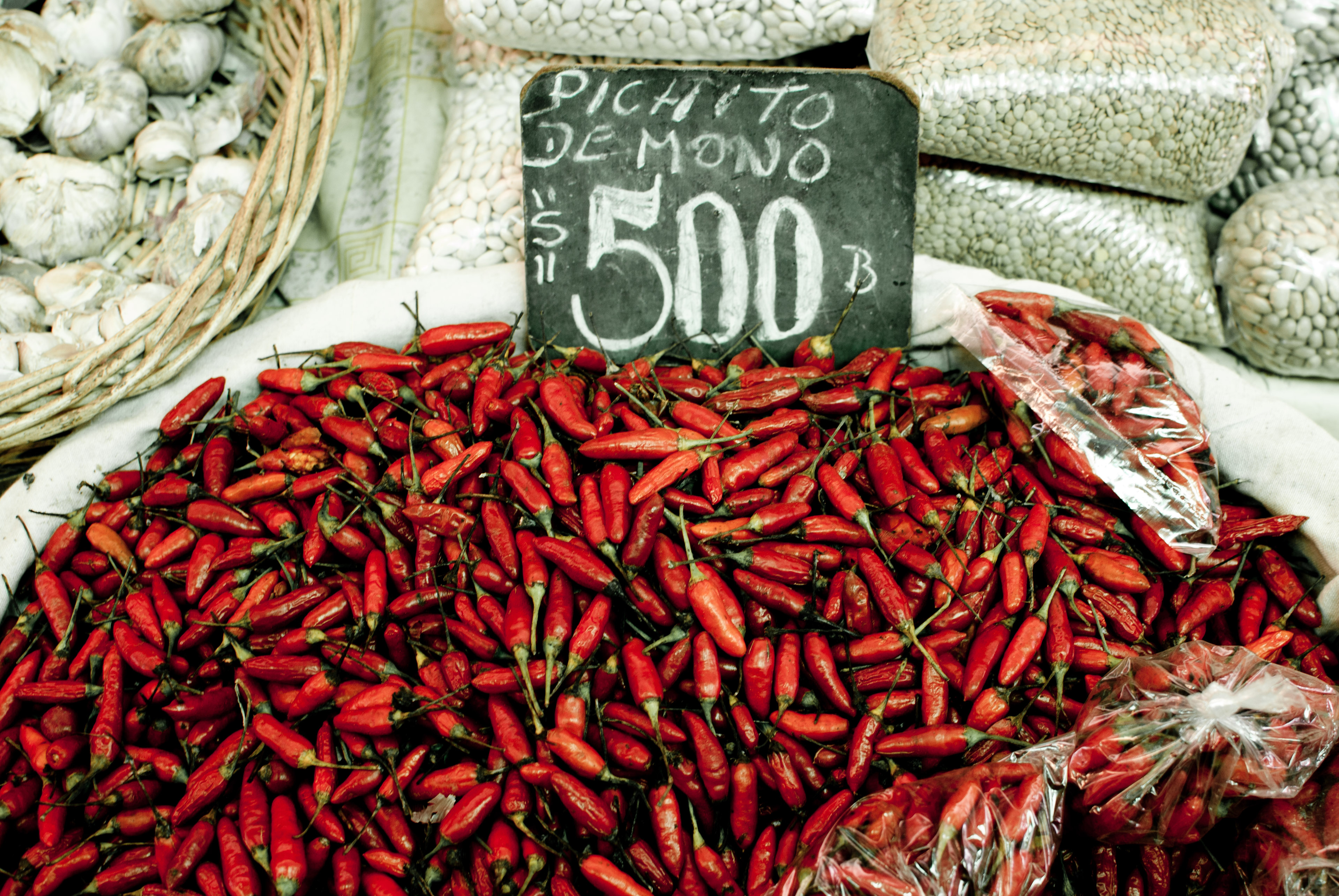
Étalage de piment à la Vega Central.

La Vega Central, ou simplement La Vega, est un marché situé à l'extrême sud de la commune de Recoleta, à Santiago du Chili, près de la rive nord du río Mapocho. On y trouve surtout des fruits et légumes provenant des secteurs agrícoles de la zone centrale du Chili, précisément de la 
vallée Centrale. Ce marché concentre environ 4% des transactions de produits hortofruticoles à Santiago.

## Histoire
C'est depuis l'époque coloniale que des paysans se réunissent dans le secteur de La Chimba pour vendre leurs produits. Avec la construction du pont de Calicanto au XVIIIe siècle, un grand nombre de commerçants, de fournisseurs, etc. s'établissent dans le quartier. Au XIXe siècle, le quartier connu comme «La Vega del Mapocho», est délimité et l'on prévoit l'usage d'un terrain pour la commercialisation de produits près du canal du río Mapocho. De nouveaux cabanons sont construits pour le déchargement et la vente de produits agrícoles.
C'est à l'initiative d'Agustín Gómez García, en 1895, que commence la construction de la Vega Central, avec l'installation d'échoppes bâties en matériaux solides. L'inauguration définitive a lieu en 1916. Le marché s'étend sur 6 000 m², avec des entrepôts.